# コム・オンボ神殿
コム・オンボ神殿（コム・オンボしんでん、英語: Temple of Kom Ombo）は、プトレマイオス朝の時代（紀元前332-前32年）にエジプトのコム・オンボの町に建設された、珍しい二重神殿である。神殿はのちのローマ（支配）時代（紀元前30-後395年）にいくらか増築されている。

## 構成

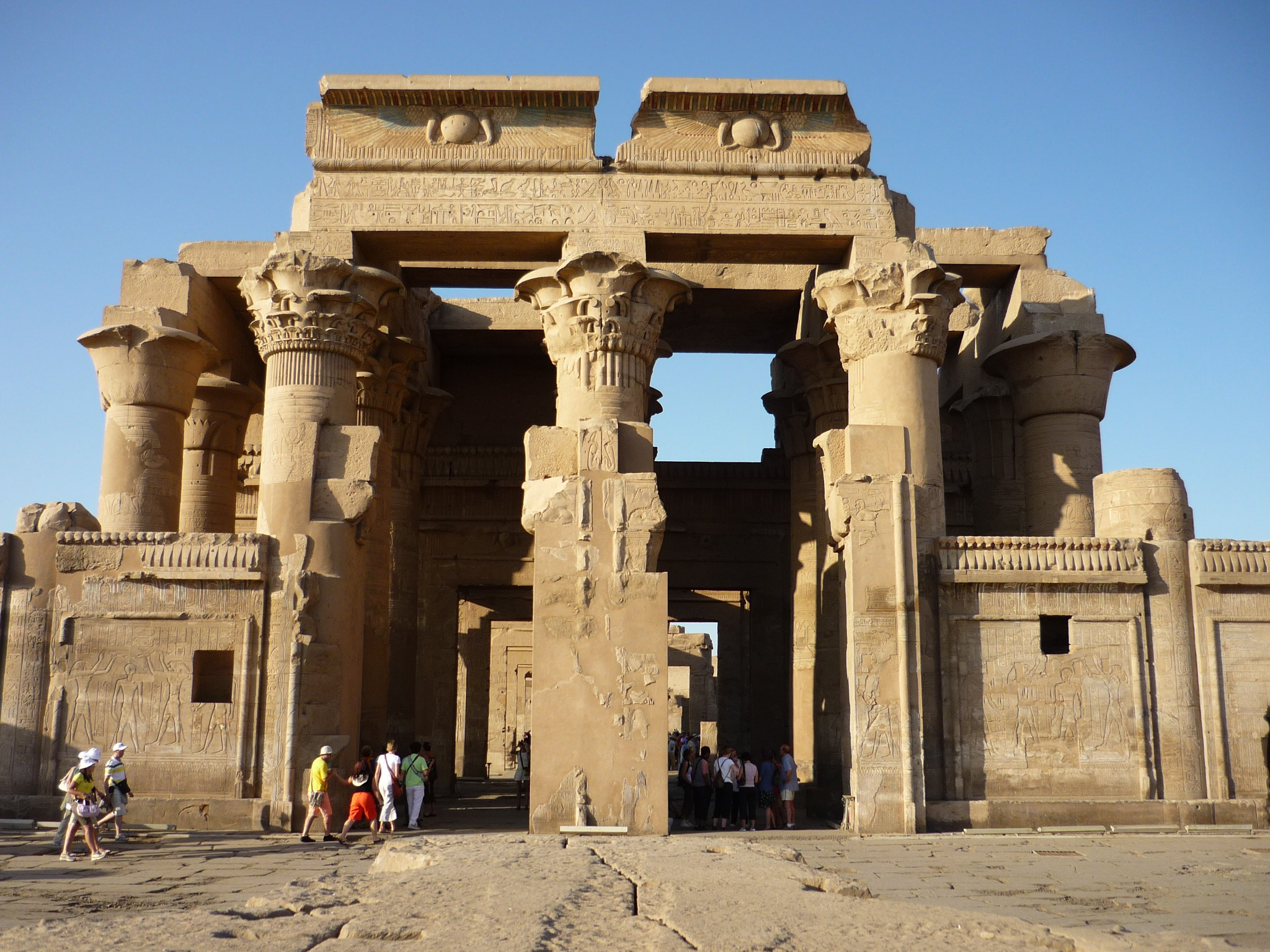
コム・オンボ神殿の2つの入口

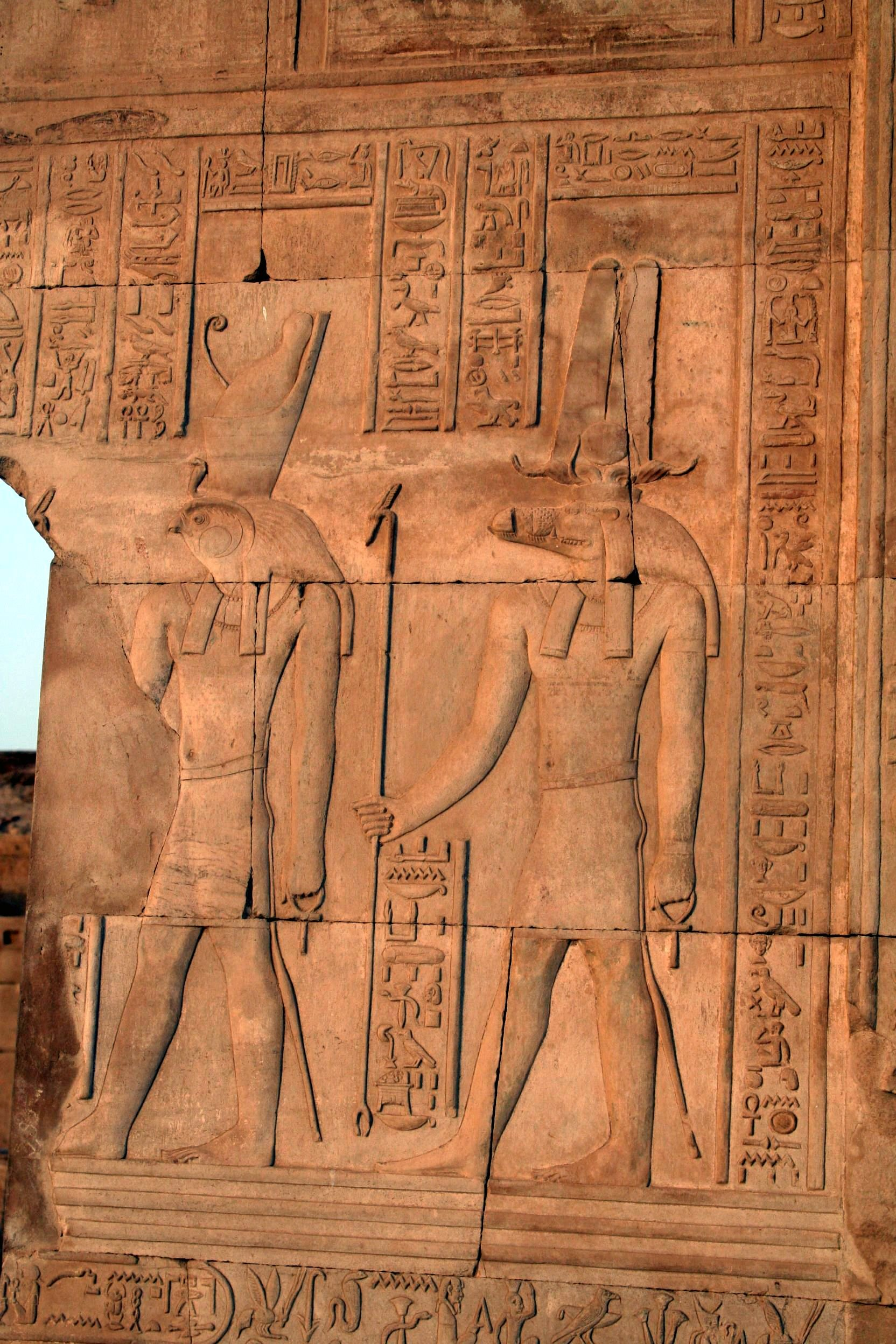
セベクとハロエリスの浮き彫り

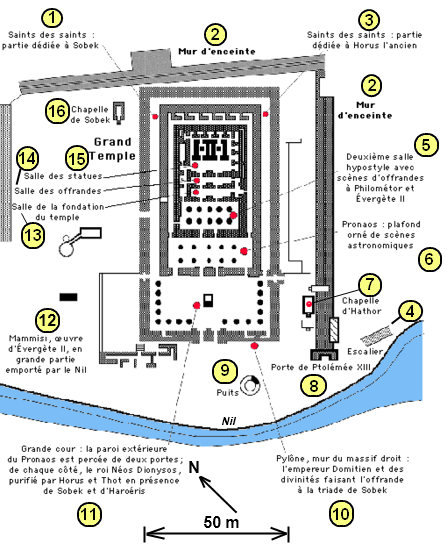
コム・オンボ神殿の平面図

建物の「二重」構造は、2神のために重複した中庭、広間、祭壇や部屋があったことを意味する類のないものである。神殿の正面より向かって右側半分は、ハトホルやコンスとともに豊穣と世界の創造の神であるワニの神セベクに捧げられた。一方、神殿の左側の部分は、大ホルス (Horus the Elder) の別名で知られるハヤブサの神ハロエリスに捧げられている。神殿は変則的で、すべてが主軸を中心に完全な左右対称である。
1. セベクの聖所 (The Sanctuary of Sobek)
2. 周壁 (The Wall surrounding)
3. ハロエリスの聖所 (The Sanctuary of Haroeris)
4. 階段 (The Staircase)
5. 列柱室 (The Hypostyle hall) - 第2列柱室
6. 入口の間 (プロナオス、Pronaos) - 第1列柱室
7. ハトホルの礼拝所 (The Chapel of Hathor)
8. プトレマイオス12世アウレテスの門 (The Gate of Ptolemy XII Auletes)
9.  井戸 (The Well)
10. 塔門 (パイロン、Pylon)
11. 祭壇を備えた前庭 (The Great Court with the Altar)
12. 誕生殿 (マンミシ、Mammisi) - Birth House
13. 前室 (Hall of the Temple's Fundation)
14. 生贄室 (Hall of victims)
15. 彫像室 (Hall of statues)
16. セベクの礼拝所 (The Chapel of Sobek)

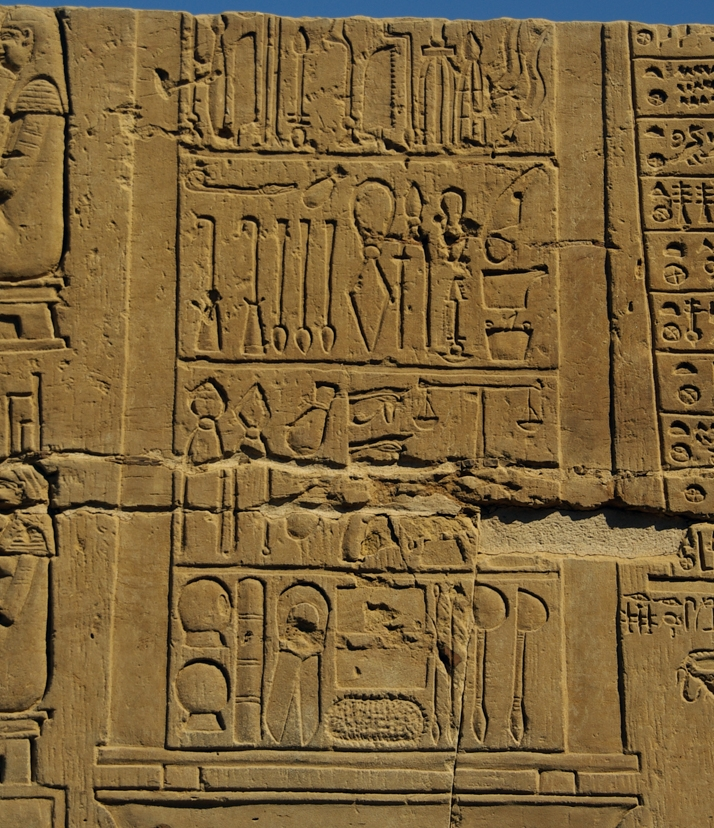
儀式用・治療用器具の浮き彫り

神殿の奥壁の内側表面に描かれた浮き彫りは、特に興味深いものであり、おそらく儀式用および一式の外科用器具を表すといわれる。ハロエリスは治癒神とされ、平癒を願い参拝されたことが知られる。

## 歴史

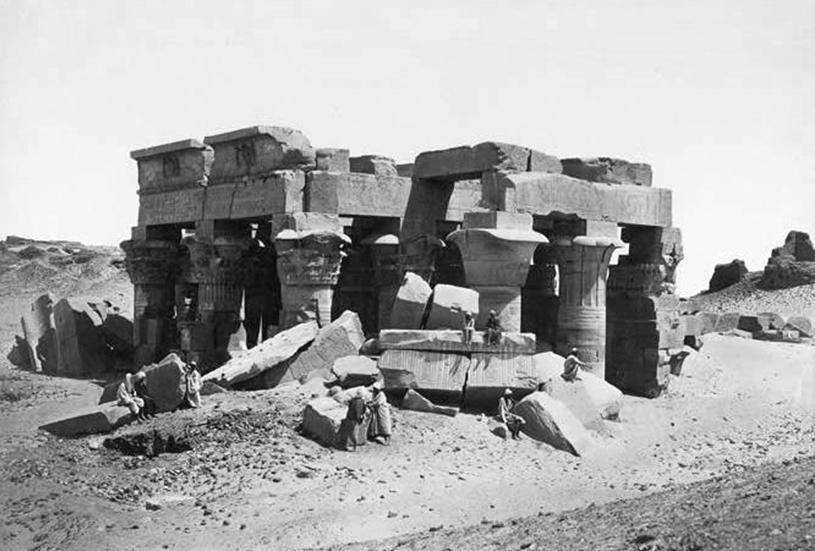
1870年代のコム・オンボ神殿

第18王朝（紀元前1550-前1295年頃）のトトメス3世（在位紀元前1479-前1425年頃）の遺物も発見されているが、現存の神殿は、プトレマイオス6世フィロメトル（在位紀元前180-前145年）の治世に開始され、後のプトレマイオス朝の王、とりわけプトレマイオス12世（在位紀元前80-前51年）の増築により、内側と外側の多柱式の広間が建設された。その後もティベリウス（在位14-37年）、ドミティアヌス（在位81-96年）、カラカラ帝（在位198-217年）の治世へと引き継がれ、最も外側の部分は、前庭とともにローマ時代に築かれた。
神殿の大部分は、ナイル川や地震で、そして後に他の事業にその石を使用した建築業者によって破壊された。また、内側の浮き彫り（レリーフ）の一部は、かつて教会として神殿を使用したコプト教徒により損傷した。台地の南側にあるすべての神殿の建物は、残骸が片づけられ、1893年にジャック・ド・モルガンによって修復された。
コム・オンボ神殿の近くに2012年2月開館したクロコダイル博物館（英: Crocodile Museum）には、アスワン付近で発見された40体のワニのうち22体のミイラなどが展示されている。